# Kościół Niepokalanego Serca Najświętszej Maryi Panny w Zabrzu
Kościół Niepokalanego Serca Najświętszej Maryi Panny – polski rzymskokatolicki kościół parafialny, położony przy ulicy Franciszkańskiej 1 w Zabrzu, 
należący do dekanatu Zabrze-Mikulczyce w diecezji gliwickiej, metropolii katowickiej. 

## Historia kościoła
W 1947 roku, po zakończeniu II wojny światowej, mieszkańcy tej części Zabrza, zaadaptowali drewniany barak i utworzona została prowizoryczna kaplica. Jednocześnie stała się ona filią parafii św. Andrzeja Apostoła w Zabrzu. W 1957 roku biskup opolski dekretem przekazał kościół w opiekę ojcom Franciszkanom z prowincji Wniebowzięcia NMP w Katowicach Panewnikach. Taki stan rzeczy trwał do 1982 roku, gdzie rozpoczęto prace budowlane nad nowym kościołem. Trwały one do 1988 roku. Nowo wybudowany kościół parafialny (parafia została erygowana w 1958 roku), został konsekrowany 14 maja 1988 roku przez biskupa Jana Wieczorka.